# HEW Cyclassics 1999
La 4e édition de la HEW Cyclassics a eu lieu le 15 août 1999. Il s'agit de la 7e épreuve de la Coupe du monde de cyclisme 1999. L'Italien Mirko Celestino (Polti) s'est imposé en solitaire devant Raphael Schweda et Romāns Vainšteins.

## Classement final
|    | Coureur           | Pays       | Équipe                | Temps           |
| -- | ----------------- | ---------- | --------------------- | --------------- |
| 1  | Mirko Celestino   | Italie     | Polti                 | 6 h 20 min 39 s |
| 2  | Raphael Schweda   | Allemagne  | Team Nürnberger       | à 3 s           |
| 3  | Romāns Vainšteins | Lettonie   | La Française des jeux | m.t.            |
| 4  | Johan Museeuw     | Belgique   | Mapei-Quick Step      | m.t.            |
| 5  | George Hincapie   | États-Unis | US Postal             | m.t.            |
| 6  | Ivan Basso        | Italie     | Riso Scotti-Vinavil   | m.t.            |
| 7  | Erik Dekker       | Pays-Bas   | Rabobank              | m.t.            |
| 8  | Franco Ballerini  | Italie     | Lampre-Daikin         | m.t.            |
| 9  | Erik Zabel        | Allemagne  | Team Telekom          | à 12 s          |
| 10 | Jürgen Werner     | Allemagne  | Team Nürnberger       | m.t.            |